# Admetus and Other Poems
Admetus and Other Poems – tomik wierszy amerykańskiej poetki Emmy Lazarus, opublikowany w 1871 w Nowym Jorku nakładem oficyny Hurd and Houghton. Była to jej druga pozycja książkowa. W skład tomiku wchodzą poematy Admetus, Orpheus, Lohengrin i Tannhäuser, cykl Epoki, kilkanaście innych wierszy i tłumaczenia, między innymi z twórczości włoskiego romantyka Giacoma Leopardiego i poetów niemieckich, w tym Heinricha Heinego. Tytułowy poemat Admetus poetka zadedykowała filozofowi Ralphowi Waldo Emersonowi (To my Friend, Ralph Waldo Emerson). Wiersze są pisane przy użyciu kunsztownych form dawnej poezji europejskiej, między innymi sekstyny i strofy królewskiej, jak również wiersza białego (ang. blank verse), nierymowanego pentametru jambicznego, czyli sylabotonicznego dziesięciozgłoskowca, w którym akcenty padają na parzyste sylaby wersu. Zbiorek spotkał się z życzliwą krytyką po obu stronach Atlantyku (the volume drew friendly notice from critics on both sides of the Atlantic).
Tomi zawiera pierwszy wiersz autorki o tematyce stricte żydowskiej, tak charakterystycznej dla jej późniejszej twórczości. Jest to utwór In the Jewish Synagogue at Newport (1867), napisany pod wpływem lektury wiersza Henry’ego Wadswortha Longfellowa The Jewish Cemetery at Newport (1854).
Przekłady niektórych wierszy z tomiku, głównie z cyklu Epoki, znalazły się w internetowej Antologii poezji angielskiej.